# Tweede Slag bij de Marne
De Tweede Slag bij de Marne, ook bekend als de Slag bij Reims, vond plaats in juli en augustus 1918 nabij Reims in Frankrijk. Het was het laatste grote Duitse offensief aan het westelijke front in de Eerste Wereldoorlog. De geallieerde overwinning in deze veldslag luidde het begin van het einde van de oorlog in.

## De slag
De Duitse bevelhebbers Erich Ludendorff en Paul von Hindenburg geloofden dat een offensief in Vlaanderen eindelijk de Duitsers de overhand in de oorlog zou geven. Als afleidingsmanoeuvre zou er ook een offensief in noordoostelijk Frankrijk komen, langs de rivier de Marne.
De slag barstte los op 15 juli toen 23 Duitse divisies het Vierde Franse Leger ten oosten van Reims aanvielen, terwijl 17 andere Duitse divisies het Zesde Franse Leger ten westen van de stad, tussen Soissons en Reims, aanvielen. De Duitsers hoopten zo de Franse legers uit elkaar te drijven.
Al snel kwamen Amerikaanse, Britse en Italiaanse troepen de Fransen te hulp en de oostelijke aanval werd al dezelfde dag een halt toegeroepen. Ten westen van Reims braken de Duitsers wel door de Franse linies en kwamen zo'n 15 kilometer voordat de geallieerden op 17 juli de Duitse opmars stopten.
Hierna volgde een groot tegenoffensief van de geallieerden op 18 juli met 24 Franse divisies en 350 tanks. De Duitsers, aan alle kanten aangevallen, moesten zich op 20 juli terugtrekken.
De verliezen in de Tweede Slag bij de Marne waren enorm. De Duitsers verloren 168.000 man, 139.000 gesneuvelden en zwaargewonden en 29.000 krijgsgevangenen. Aan geallieerde zijde sneuvelden of raakten zwaargewond 95.000 Fransen, 16.500 Britten, 9.000 Italianen en 12.000 Amerikanen.

## Na de veldslag
Door de geallieerde overwinning werd het geplande Duitse offensief in Vlaanderen uitgesteld en later afgesteld. In een groot geallieerd offensief langs de Somme van augustus tot november werden de Duitsers verslagen en moesten zich terugtrekken achter de Hindenburglinie. Nadat de geallieerden ook door de Hindenburglinie braken, werd op 11 november in Compiègne een wapenstilstand getekend.
Op 21 juli 1935 werd een nationaal monument aan de veldslag onthuld door de Franse president Albert Lebrun. Het monument, door beeldhouwer Paul Landowski, staat op de heuvel van Chalmont in Oulchy-le-Château.